# Autana (berg)
De Autana is een berg in Venezuela, gelegen in de gemeente Autana in de deelstaat Amazonas en ligt in het noordoosten van het Hoogland van Guyana. De berg is een zogenaamde tepui, met een hoogte van zo'n 1.220 meter. De berg wordt door de inheemse bevolking als levensboom gezien en staat gestileerd weergegeven op de vlag van Amazonas.

## Galerij

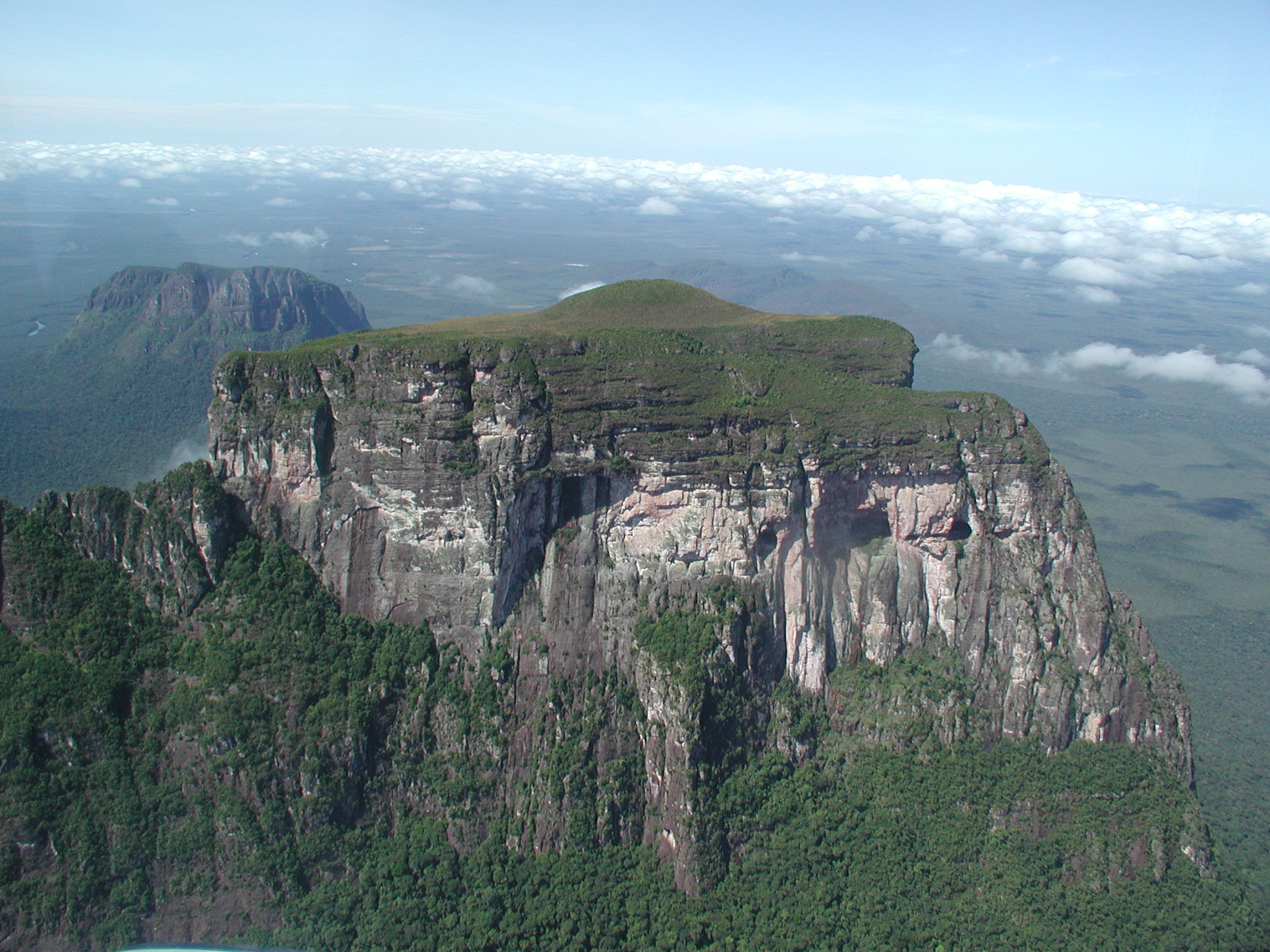